# Canto perché non so nuotare...da 40 anni
Canto perché non so nuotare... da 40 anni è uno spettacolo teatrale, tratto da un omonimo doppio album uscito nel 2006, nel quale Massimo Ranieri ripercorre la sua carriera artistica reinterpretando i più bei brani del suo repertorio, intervallati da parti recitate o improvvisate in cui parla della sua vita e della sua carriera artistica.
Accanto ai suoi brani più famosi, da Rose rosse a Se bruciasse la città, da Vent'anni a Erba di casa mia e Perdere l'amore, Massimo Ranieri interpreta nello spettacolo molte canzoni del repertorio classico napoletano e alcune delle canzoni più note di altri cantanti, come Almeno tu nell'universo di Mia Martini e L'istrione di Charles Aznavour. Il disco comprende duetti con Jenny B, Linda, Simona Bencini e Silvia Mezzanotte.
In un'intervista al TG2 Massimo Ranieri ha spiegato il motivo del titolo: quando era molto giovane il fratello maggiore lo "minacciava" dicendogli che se non avesse iniziato a cantare, lo avrebbe buttato nelle acque alte; non sapendo nuotare, Ranieri iniziava i suoi precoci concerti ed in tal modo affinava la voce.
Una particolarità dello spettacolo è costituita dal fatto che sia l'orchestra che il corpo di ballo sono composti interamente da donne.

## Tracce

### CD 1
1. Vent'anni
2. Se bruciasse la città
3. Mi troverai
4. Ti penso
5. Ti parlerò d'amore
6. La vestaglia
7. La voce del silenzio
8. Rose rosse
9. La bellezza della vita
10. Erba di casa mia
11. Purissima Lucia
12. Perdere l'amore

### CD 2
1. Il cielo in una stanza
2. L'istrione
3. Almeno tu nell'universo
4. La cura
5. Se stasera sono qui
6. Un'avventura
7. Io che amo solo te
8. Prendi fra le mani la testa
9. Vita spericolata
10. Alta marea
11. La banda
12. I venti del cuore
13. Pensieri e parole
14. La musica è finita